# Богданович, Алексей Владимирович
Алексе́й Влади́мирович Богдано́вич (укр. Олексій Володимирович Богданович; род. 23 марта 1963) — украинский актёр. Народный артист Украины (2006). Лауреат Государственной премии Украины имени Тараса Шевченко (1996), артист Национального академического драматического театра имени Ивана Франко (Киев). Лауреат общенациональной премии «Людина року — 2004» в номинации «Актёр года» за роли в театре имени И. Франко. Председатель Киевского отделения Национального союза театральных деятелей Украины с 2002 года по декабрь 2012 года.

## Биография
Родился 23 марта 1963 года в селе Берёза (Глуховский район, Сумская область, Украина). Отец — экономист, мать работала в детском саде. После школы приехал в Киев поступать в технический вуз, родители мечтали, чтобы сын стал врачом. Но Алексей увидел объявление о приёме абитуриентов в театральный институт и решил попробоваться.
На вступительных экзаменах в Киевский театральный институт имени Карпенко-Карого читал монолог кардинала Монтанелли из романа «Овод». Поступил и учился на курсе Л. А. Олейника. Будучи студентом четвёртого курса был приглашён в труппу театра им. Франка Сергеем Данченко. Репетировал в пьесе «Трибунал». Окончил институт в 1984 году.
С 1 августа 1984 года работает в Национальном академическом драматическом театре им. Ивана Франко.
Первым браком был женат на однокласснице (1989).

## Театральные работы

### Национальный академический драматический театр им. Ивана Франко
В театре им. Ивана Франко сыграл более 30 ролей

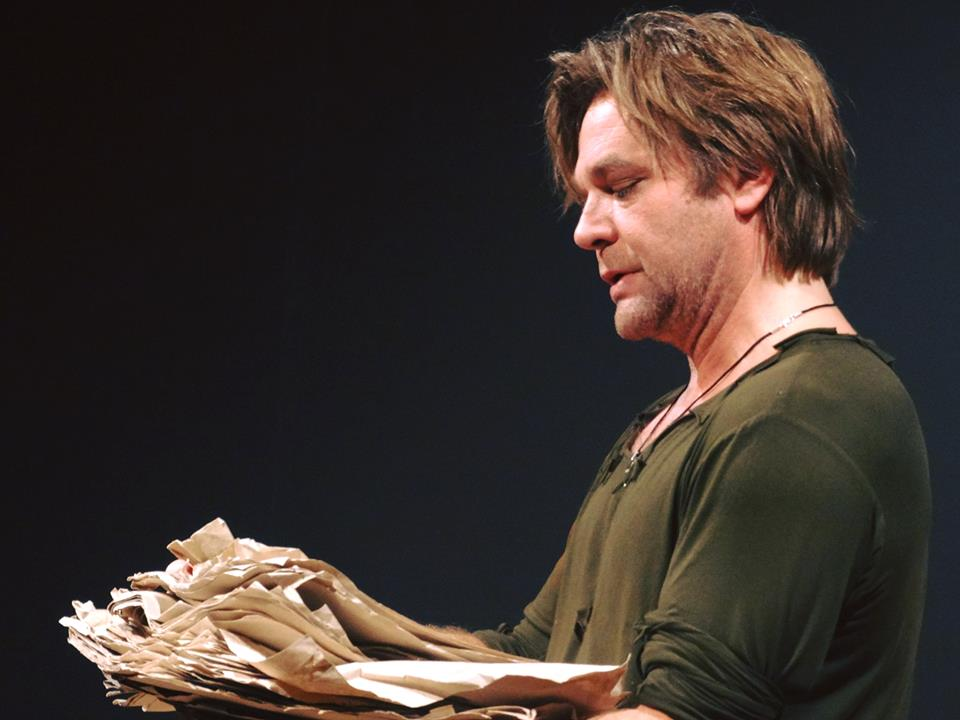
Алексей Богданович в театральной постановке «Буря», 2016 год

1. 1984 — «Трибунал» А. Макаёнка — Володя — первая роль в театре
2. «Кабанчик» В. Розова — Алексей
3. 1986 — «Энеида» И. Котляревского; реж. Сергей Данченко — Паллант
4. 1987 — «Мастер и Маргарита» М. Булгакова; реж. Ирина Молостова — Иван Бездомный
5. «Даринка, Гриць и нечистая сила» В. Бойко — Гриць
6. 1989 — «Тевье-Тевель» Г. Горина; реж. Сергей Данченко и Дмитрий Чирипюк — Фёдор
7. «Грех» В. Винниченко — Михась
8. «В воскресенье утром зелье копала» О. Кобылянской — Гриць
9. «Патетическая соната» Н. Кулиша — Илько
10. «Сто тысяч» И. Карпенко-Карого — Роман
11. 1993 — «Лесная песня» Л. Украинки; реж. Дмитрий Чирипюк — Лукаш
12. 1995 — «Сны по Кобзарю» Т. Шевченко; реж. Валентин Козьменко-Делинде — Лирник
13. «Берегись Льва» Я. Стельмаха — Пёсик
14. «С любовью не шутят» П. Кальдерона — Дон Хуан
15. «Мерлин, или Опустошенная страна» Танкреда Дорста и Урсулы Эллер; реж. Сергей Данченко — Король Артур
16. 1996 — «Укрощение строптивой» У. Шекспира; реж. Сергей Данченко — Петруччо
17. «Путешествие в ночь» Ю. О’Нила — Эдмонд
18. 1997 — «Король Лир» У. Шекспира; реж. Сергей Данченко — Эдгар
19. 1998 — «Бал воров» Ж. Ануя; реж. Сергей Данченко — Густав
20. 1999 — «Кин IV» Г. Горина; реж. Анатолий Хостикоев — принц Уэльский
21. 1999 — «Любовь в стиле барокко» Я. Стельмаха; реж. Сергей Данченко — Граф
22. 2000 — «Брат Чичиков» Н. Садур по «Мёртвым душам» Н. Гоголя; реж. Александр Дзекун — Павел Иванович Чичиков
23. «Эзоп» Г. Фигейредо — Ксанф
24. «Тартюф, или…» Мольера — Тартюф
25. 2003 — «Эх, мушкетёры, мушкетёры…» Е. Евтушенко; реж. Пётр Ильченко — Людовик XIV
26. 2004 — «Братья Карамазовы» Ф. Достоевского; реж. Юрий Одинокий — Иван Фёдорович Карамазов
27. 2007 — «Малые супружеские преступления» Э. Шмитта; реж. Кшиштоф Занусси — Жиль
28. 2007 — «Женитьба Фигаро» П. Бомарше; реж. Юрий Одинокий — Альмавива, граф
29. 2009 — «Женитьба» Н. Гоголя; реж. Валентин Козьменко-Делинде — Иван Кузьмич Подколесин
30. 2010 — «Буря» У. Шекспира; реж. Сергей Маслобойщиков — Просперо, законный герцог Миланский
31. 2011 — «Гимн демократической молодёжи» С. Жадана; реж. Юрий Одинокий — Преподобный Джонсон-и-Джонсон
32. 2014 — «Живой труп» Л. Толстого; реж. Роман Мархолия — Фёдор Васильевич Протасов
33. 2016 — «Ричард III» У. Шекспира; реж. Автандил Варсимашвили — Герцог Бекингем
34. 2018 — «Война» Л. Нурена; реж. Давид Петросян — Батько [4]
35. 2018 — «Кориолан» У. Шекспира; реж. Дмитро Богомазов — Тулл Авфидий[5]
36. 2020 - "Сирано де Бержерак (пьеса)" Эдмона Ростана ; реж. Юрий Одинокий - Сирано

### Национальная филармония Украины
1. 2002 — «Метель» А. Пушкина на музыку Г. Свиридова; реж. Ирина Нестеренко — Алексей Бурмин (в отличие от пушкинского безымянного героя у Богдановича появилось имя)[6]
2. 2006 — «С глазу на глаз с Моцартом» Э. Радзинского; реж. Ирина Нестеренко — Сальери (спектакль в рамках Моц-арт-феста «Ave Verum», к 250-летию со дня рождения Вольфганга Моцарта)[7][8]

### Продюсерский центр «Домино-Арт»
1. 2010 — «Опасный поворот» Дж. Пристли; реж. Ирина Зильберман — Роберт Кэплен[9]
2. 2013 — «Обещание на рассвете. Подлинная история великой любви» Р. Гари; реж. Ирина Зильберман[10]

## Фильмография

### Художественное кино
1. 1987 — Всё побеждает любовь — Трегубов, сержант
2. 1988 — Голубая роза — Орест Груич
3. 1990 — Войди в каждый дом
4. 1991 — Афганец
5. 1991 — Грех — Михась Середчук, студент
6. 1991 — Последний бункер — Сницаренко, лейтенант
7. 1992 — Ради семейного очага — Фогель, барон, офицер
8. 1993 — Елисейские поля — Василий Степанович Кротков
9. 1993 — Обет
10. 1993 — Преступление со многими неизвестными — Адам Торский, граф
11. 1993 — Раскол — Николай Бауман, российский революционер, деятель большевистского крыла РСДРП
12. 1994 — Выкуп — Мешков, пленённый товарищ Сагибова
13. 1994 — Притча про светлицу
14. 1995 — Остров любви — рыцарь любви
15. 1995 — Репортаж — «Серый», первый угонщик
16. 1996 — Judenkreis, или Вечное колесо — Мажаров / Дон-Жуан
17. 1997 — Приятель покойника — друг Кати
18. 2002 — Прощание с Каиром — Варфоломей, пожарный
19. 2004 — Курсанты (сериал) — эпизод
20. 2004 — Небо в горошек — Сергей Малахов, милиционер
21. 2004 — Украденное счастье[укр.] — Микола, отец Толика
22. 2006 — Волчица — Алексей Артамонов, журналист
23. 2006 — Пять минут до метро — Леонид Самойлов, адвокат
24. 2009 — Гоголь. Ближайший — Александр Данилевский, друг Гоголя
25. 2010—2013 — Ефросинья (телесериал) — Вадим, отчим Милы
26. 2012 — Миллионер — Кузьмин
27. 2012 — Последняя роль Риты — Миша Маркелов

### Дубляж
1. 1995 — История игрушек — Базз Лайтер (украинский дубляж 2009 года)
2. 1999 — История игрушек 2 — Базз Лайтер (украинский дубляж 2009 года)
3. 2000 — Похождения императора — Кронк (украинский дубляж 2017 года)
4. 2010 — История игрушек: Большой побег — Базз Лайтер (украинский дубляж)
5. 2019 — История игрушек 4 — Базз Лайтер (украинский дубляж)

### Документальное кино
1. 2010 — «Я за всё благодарен судьбе» (режиссёр — Пётр Мироненко, автор сценария — Елена Пальчун), НТКУ[2]

## Признание и награды
- 1996 — Государственная премия Украины имени Тараса Шевченко — за исполнение роли графа Адама Торского в фильме «Преступление со многими неизвестными» (реж. О. И. Бийма)[11]
- 1997 — заслуженный артист Украины[12]
- 2001 — премия «Киевская пектораль» в категории «Лучшая мужская роль» — за исполнение роли Павла Ивановича Чичикова (спектакль «Брат Чичиков»)[13]
- 2004 — премия «Киевская пектораль» в категории «Лучшая мужская роль» — за исполнение роли Ивана Фёдоровича Карамазова (спектакль «Братья Карамазовы»)
- 2004 — премия «Человек года» в номинации «Актёр года» — за роли в КАТД имени И. Я. Франко
- 2006 — народный артист Украины[14]
- 2010 — Почётная грамота Кабинета министров Украины
- 2011 — Номинация на премию «Киевская пектораль» в категории «Лучшая мужская роль» за роль Просперо (спектакль «Буря») — лауреатом стал Анатолий Хостикоев за роль Зорба (спектакль «Грек Зорба»)[15]
- 2015 — премия «Киевская пектораль» в категории «Лучшая мужская роль» — за исполнение роли Фёдора Протасова (спектакль «Живой труп»)
- 2018 — Орден «За заслуги» ІІІ степени[16]

## Факты
- После того, как был сыгран спектакль «Трибунал» (первая роль Богдановича в театре), актёр был призван в ряды Советской армии на полтора года (служил связистом в Муроме)[11]
- Пробовался на роль Ленина у Сергея Колосова в фильме «Раскол». Помешал высокий рост (1 м. 82 см), и вместо вождя сыграл революционера Николая Баумана[1]
- Будучи актёром, который не снимается в рекламе, в сентябре 2011 года принимал участие в программе «Разбор полетов» на телеканале «Интер», обсуждая вопрос зачем звёздам сниматься в рекламе[17]
- Принял участие в проекте телеканала «1+1» в поддержку украинских военных и их семей во время аннексии Крыма в марте 2014 года. Вместе с украинскими актёрами и ведущей «ТСН» читал стихотворение Константина Симонова «Жди меня» в украинском переводе Юрия Гончаренко[18][19]